# Dictator superbus
Dictator superbus là một loài bọ cánh cứng trong họ Cerambycidae.